# Téléphone rose
Ne doit pas être confondu avec Le Téléphone rose.
 (septembre 2007).
Si vous disposez d'ouvrages ou d'articles de référence ou si vous connaissez des sites web de qualité traitant du thème abordé ici, merci de compléter l'article en donnant les références utiles à sa vérifiabilité et en les liant à la section « Notes et références ».

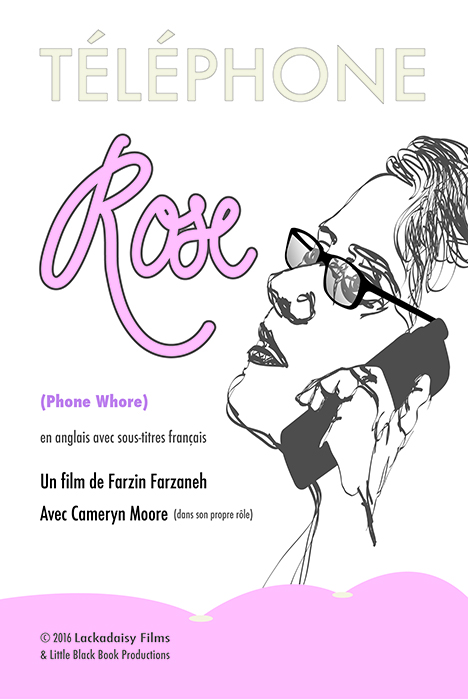

Un service de téléphone érotique, ou familièrement de téléphone rose (en raison de la connotation sexuelle de la couleur rose), est une plate-forme téléphonique offrant aux appelants la possibilité d'avoir des conversations à caractère érotique, éventuellement pour se masturber, souvent par le biais d'un serveur vocal interactif. 

## Coût
La plupart de ces services sont payants. La transaction peut s'effectuer de deux manières :
- par le biais d'un numéro surtaxé, dont le tarif est prélevé directement sur la facture téléphonique du client par l'opérateur, qui partage ensuite ces revenus avec l'éditeur du service en lui en reversant une partie ;
- par le biais d'un numéro à tarif normal, mais le client est invité à communiquer son numéro de carte bancaire, le montant étant alors prélevé sur son compte.

Une pratique courante quoique illégale est de séparer l'accès des hommes et celui des femmes, dans le but d'octroyer à ces dernières des tarifs plus avantageux, voire la gratuité. En effet, les hommes étant plus nombreux que les femmes, il s'agit de les inciter à participer davantage.

## Types de contacts
Les clients peuvent être mis en relation avec :
- d'autres clients, auquel cas l'objectif peut également être un contact à l'extérieur du service ;
- des salariés de l'entreprise éditant le service, le client n'étant alors pas nécessairement informé du fait que son interlocuteur n'est pas un autre client, mais qu'au contraire il est rémunéré pour ces dialogues.

Les contacts peuvent se présenter sous la forme :
- d'écoutes de récits pré-enregistrés par des comédiens,
- de boîtes aux lettres vocales,
- d'échanges de messages en temps réel,
- de conversations en direct, éventuellement sur le mode de la mise en relation aléatoire, s'apparentant alors au speed dating,
- voire de conférences à plusieurs.

Il est parfois possible de procéder à une sélection des interlocuteurs par critère (région géographique, sexe, âge).
Certains services proposent d'assister, sur le mode du voyeurisme, aux dialogues des autres clients sans participer (ceux-ci étant bien entendu informés qu'ils peuvent être écoutés).
Les services sont parfois spécialisés par orientation sexuelle (hétérosexualité, homosexualité masculine ou féminine), ou par pratique (sado-masochisme, sexualité de groupe, fétichisme).

## Conditions de travail
Les employés peuvent soit travailler depuis leur domicile, sur leur ligne personnelle, soit dans un centre d'appel.
Tout comme d'autres services téléphoniques à bas coûts salariaux (voyance par téléphone), le téléphone rose n'échappe pas à l'externalisation des appels. C'est-à-dire qu'une hôtesse française peut également prendre des appels passés par des clients belges ou suisses romands.
Les employés assument parfois en parallèle la fonction de surveiller les dialogues entre clients, afin de s'assurer de leur légalité et ils sont considérés comme des travailleurs du sexe. Sauf dans le cas de services à caractère homosexuel, il s'agit généralement de femmes : les clients étant essentiellement des hommes.

## Publicité
La promotion de ces services se fait généralement par le biais de petites annonces ou d'encarts publicitaires, dans la presse masculine ou pornographique, à la télévision ou la radio tard dans la soirée et la nuit, sur Internet, ou encore par affichage.

## Éthique et déontologie

### France
En France, les entreprises éditrices de services télématiques s'engagent à suivre les Recommandations déontologiques émises par l'AFMM (Association Française du Multimédia Mobile).

## Le téléphone rose dans la culture populaire
- En 1980, la chanteuse française Sheila, dans sa chanson L'Amour au téléphone, joue le rôle humoristique d'une femme choquée par les personnes qui selon elle utilisent le téléphone rose, tout en avouant pourtant s'y adonner elle-même.
- En 1985, Sex over the Phone, une chanson des Village People, parle du téléphone rose.
- En 1991, le clip de la chanson Sweet Emotion d'Aerosmith met en scène une conversation de téléphone rose ; la fin du clip révèle que l'hôtesse ne correspond pas à l'image jeune et sexy que le personnage s'en faisait dans ses rêves, puisqu'il s'agit en fait d'une vieille femme obèse ayant un bébé.
- En 1993, dans le film américain Short Cuts de Robert Altman, le personnage de Lois Kaiser gagne sa vie à travers le téléphone rose. Elle excite ses clients au téléphone en lisant divers mini-scénarios.
- En 1994, dans le clip de sa chanson Confide in Me, la chanteuse australienne Kylie Minogue incarne une hôtesse de téléphone rose invitant le téléspectateur à l'appeler et à se confier à elle.
- En 1996, dans le film américain Girl 6 de Spike Lee, le personnage de Judy alias Girl 6 est une hôtesse de téléphone rose.
- En 1997, dans le film japonais Eat the Schoolgirl de Naoyuki Tomomatsu, un jeune yakusa noue une relation avec une hôtesse de téléphone rose.
- En 1999, dans la série de bande dessinée IR$, l'agent spécial Larry B. Max noue une relation ambigüe avec Gloria Paradise, une hôtesse de téléphone rose.
- En 2001, dans un épisode de la série télévisée américaine Friends, le personnage de Phoebe avoue avoir travaillé pour un service de téléphone rose[3].
- En 2002, dans le film américain Spun de Jonas Åkerlund, le personnage de Spider Mike appelle un service de téléphone rose.
- En 2002, dans son sketch Le Téléphone rose, l'humoriste français Jean-François Dérec interprète le rôle de Gérard Bouchard, client d'un serveur vocal de téléphone rose.
- En 2005, dans un épisode de la série télévisée américaine Malcolm, le personnage de Hal découvre une facture pour un téléphone rose, les appelle pour se plaindre mais raccroche mal le combiné ce qui conduit à un appel à huit cents dollars.
- En 2006, dans un épisode de la série télévisée américaine Nip/Tuck, une hôtesse de téléphone rose de 50 ans souhaite une opération de chirurgie esthétique pour rajeunir sa voix.
- En 2009, dans la série télévisée française Plus belle la vie, le personnage de Wanda Legendre travaille comme hôtesse de service téléphonique à caractère sado-masochiste pour survivre.
- En 2010, dans le film Valentine's Day de Garry Marshall, le personnage de Liz arrondit ses fins de mois comme hôtesse de téléphone rose sado-masochiste.
- En 2012, dans le film américain American Sexy Phone de Jamie Travis, deux colocataires décident de monter une entreprise de téléphone rose.
- En 2021, la pièce de théâtre La Ligne Rose raconte la création d'une ligne de téléphone rose par trois opératrices de téléphone à Paris en 1928.
- En 2022, la série américaine Dirty Lines diffusée sur Netflix[4] retrace le parcours de deux frères à l'origine de la société de téléphone rose hollandaise Teleholding. On y voit Marly, une étudiante, prendre un travail d'hôtesse en parallèle de ses études.

## Indicatifs téléphoniques
Ci-après la liste des indicatifs téléphoniques par pays identifiant ce type de services :  
- France : 08 95 (à compter du 1er janvier 2017, l'ensemble des services téléphoniques surtaxés et destinés à un public adulte doivent obligatoirement être proposés sur la tranche de numérotation 08 95 - Décision ARCEP N° 2012-0856)
- Royaume-Uni : 0909
- Suisse : 0906